# 霍普代爾 (伊利諾伊州)
霍普代爾（英語：Hopedale）是位於美國伊利諾伊州塔茲韋爾縣的一個村落。

## 地理
霍普代爾的座標為40°25′20″N 89°25′04″W / 40.42222°N 89.41778°W，而該地最高點為海拔高度196米（即643英尺）。

## 人口
根據2010年美國人口普查的數據，霍普代爾的面積為1.31平方千米，當中陸地面積為1.30平方千米，而水域面積為0.01平方千米。當地共有人口865人，而人口密度為每平方千米660人。